# Eldorado (Illinois)
Eldorado es una ciudad ubicada en el condado de Saline en el estado estadounidense de Illinois. En el Censo de 2010 tenía una población de 4122 habitantes y una densidad poblacional de 654,67 personas por km².

## Geografía
Eldorado se encuentra ubicada en las coordenadas 37°48′42″N 88°26′30″O / 37.81167, -88.44167. Según la Oficina del Censo de los Estados Unidos, Eldorado tiene una superficie total de 6.3 km², de la cual 6.19 km² corresponden a tierra firme y (1.69%) 0.11 km² es agua.

## Demografía
Según el censo de 2010, había 4122 personas residiendo en Eldorado. La densidad de población era de 654,67 hab./km². De los 4122 habitantes, Eldorado estaba compuesto por el 97.28% blancos, el 0.8% eran afroamericanos, el 0.22% eran amerindios, el 0.1% eran asiáticos, el 0.07% eran isleños del Pacífico, el 0.46% eran de otras razas y el 1.07% pertenecían a dos o más razas. Del total de la población el 1.26% eran hispanos o latinos de cualquier raza.